# Organismo autónomo
Un Organismo autónomo u Organismo autónomo administrativo es un organismo del Estado con un determinado grado de autonomía de gestión. 
Las autoridades reguladoras son el ejemplo más laxante de este tipo de organismo. Sin embargo la determinación de qué características debe tener un Organismo autónomo no es homogénea internacionalmente. El uso de estos organismos se desarrolló a partir de los años 70 en los países liberales. 
En el Reino Unido están conocidos bajo el acrónimo Quango, o Government Agency en EE. UU. y Autorité Administrative Indépendante en Francia. En España, los organismos autónomos están definidos por ley como agencias estatales u organismos autónomos.